# Мугаккак

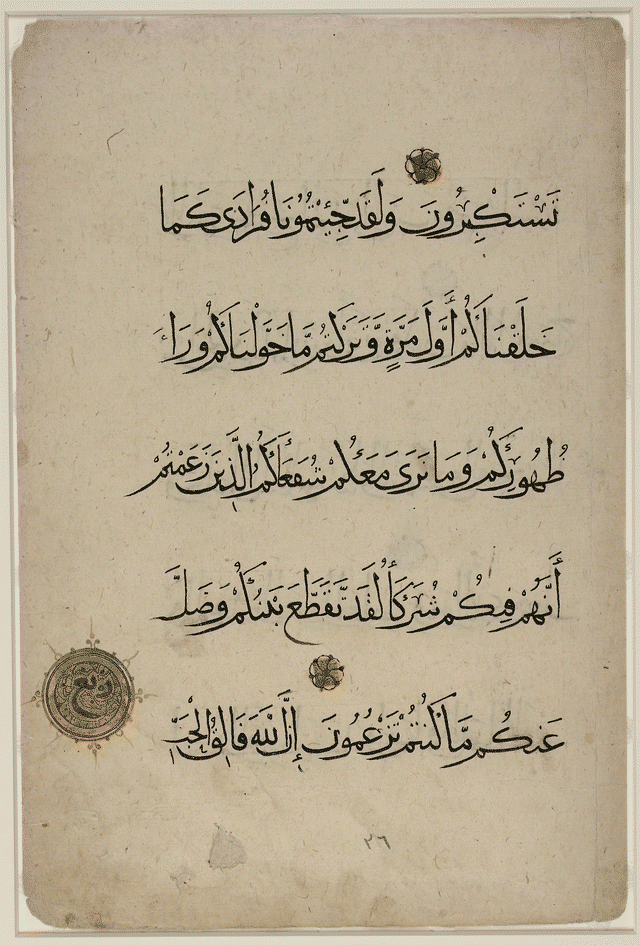
Рукопис Корану, що написаний шрифтом Мугаккак

Шрифт Мугаккак — один із шести основних стилів арабської каліграфії. Арабське слово (араб. محقَّق — muḥaqqaq) означає «досконалий» або «ясний», і спочатку його вживали, щоб позначити довершений зразок каліграфії.
Часто цей шрифт використовували, щоб скопіювати maṣāḥif (в однині muṣḥaf, тобто окремі аркуші текстів Корану). Його вважали одним із найпрекрасніших стилів письма і, водночас, найбільш непіддатливих для досконалого відтворення. Найбільшого поширення Мугаккак набув у епоху Мамелюків(1250–1516/1517). В Османській імперії його поступово витіснили такі шрифти, як Сулюс і Насх; від 18 століття і дотепер його вжиток переважно звівся до Басмали в орнаментальних написах Гілія.
Найпершу згадку про muḥaqqaq можна знайти у книзі Кітаб аль-Фіхріст, автором якої є Ібн аль-Надім, а теперішнього свого значення, як стилю письма, цей термін набув ймовірно від початку епохи Аббасидів. Майстри каліграфії, такі як Ібн Мукла та Ібн аль-Бавваб зробили значний внесок у розвиток цього та інших шрифтів, а також визначили його правила і стандарти в рамках ісламської каліграфії.